# Platylabops mimus
Platylabops mimus är en stekelart som först beskrevs av Berthoumieu 1899.  Platylabops mimus ingår i släktet Platylabops och familjen brokparasitsteklar. Inga underarter finns listade i Catalogue of Life.